# Verdes Equo
Verdes Equo (VQ, auch EQUO) ist eine grüne politische Partei in Spanien und selbstständiges Mitglied der Europäischen Grünen Partei.

## Geschichte
Equo wurde am 4. Juni 2011 von mehr als 30 verschiedenen spanischen grünen Organisationen und Parteien gegründet. Im Jahr 2021 beschloss die Partei, ihren Namen in Verdes Equo zu ändern.

## Regional-Verbände
| Region              | Regional-Verband                    |
| ------------------- | ----------------------------------- |
| Andalusien          | Los Verdes de Andalucía             |
| Aragonien           | Los Verdes de Aragón                |
| Asturien            | Alternativa Verde Por Asturies Equo |
| Balearische Inseln  | IniciativaVerds                     |
| Baskenland          | Berdeak-Los Verdes                  |
| Extremadura         | Verdes de Extremadura               |
| Galicien            | Espazo Ecosocialista Galego         |
| Kanarische Inseln   | Los Verdes de Canarias              |
| Kantabrien          | Los Verdes Cantabria y CastroVerde  |
| Kastilien-La Mancha | Los Verdes Castilla-La Mancha       |
| Kastilien und León  | Los Verdes de Laciana               |
| Katalonien          | Esquerra Verda                      |
| La Rioja            | Equo-Verdes de La Rioja             |
| Madrid              | Los Verdes de Madrid                |
| Melilla             | Plataforma Melilla Verde            |
| Murcia              | Los Verdes de la Región de Murcia   |
| Navarra             | Nafarroako Berdeak                  |
| Valencia            | VerdsEquo                           |

## Wahlergebnisse
| Jahr | Wahl                         | Stimmenanteil | Sitze   |
| ---- | ---------------------------- | ------------- | ------- |
| 2011 | Parlamentswahl 2011          | 0,89 %        | 0/350   |
| 2015 | Parlamentswahl 2015          | 20,68 %       | 3/350 1 |
| 2016 | Parlamentswahl 2016          | 21,15 %       | 3/350 2 |
| 2019 | Parlamentswahl April 2019    | 14,32 %       | 1/350 2 |
| 2019 | Parlamentswahl November 2019 | 2,40 %        | 1/350 3 |